# Michael Dawson (Fußballspieler)
Michael Richard Dawson (* 18. November 1983 in Northallerton) ist ein englischer Fußballspieler. Der Innenverteidiger und 13-fache englische U-21-Nationalspieler durchlief verschiedene Jugendmannschaften von Nottingham Forest, bevor er im Jahr 2005 zusammen mit Andy Reid für acht Millionen britische Pfund an Tottenham Hotspur verkauft wurde. Zwischen 2018 und 2021 stand er zuletzt wieder bei Nottingham Forest unter Vertrag.

## Sportlicher Werdegang

### Nottingham Forest
Michael Dawson ist der jüngere Bruder von Andy und Kevin Dawson, die beide ebenfalls ihren Weg in den Profifußball fanden. Er wuchs in Leyburn auf, besuchte die Schule in Wensleydale und spielte erstmals organisiert Fußball für den einheimischen Northallerton Junior Football Club, sowie ein Jahr später für einen Klub in Richmond. Im Alter von 14 Jahren schloss er sich der Jugendabteilung des renommierten Nottingham Forest an. Im November 2000 erhielt er seinen ersten Profivertrag bei „Forest“, wo er am 1. April 2002 in der zweitklassigen First Division gegen den FC Walsall (2:3) seinen Einstand feierte.
In der anschließenden Spielzeit 2002/03 gelang Dawson an der Seite des erfahrenen Des Walker der sportliche Durchbruch. Er zog mit dem sechsten Abschlusstabellenplatz in die Play-off-Spiele ein und scheitere im dortigen Halbfinale an Sheffield United, wobei er für das Rückspiel in Sheffield (3:4) aufgrund einer roten Karte in der ersten Partie (1:1) gesperrt gewesen war. Als Auszeichnung für seine guten Leistungen wurde Dawson ins PFA Team of the Year der zweiten Liga gewählt. In den folgenden gut 18 Monaten seines Engagements in Nottingham hatte Dawson sowohl mit diversen Verletzung als auch dem Pfeifferschen Drüsenfieber, das er sich während eines Einsatzes für die englische U-21-Nationalmannschaft eingefangen hatte, zu kämpfen. Auch sportlich ließen die Resultate zu wünschen übrig, Trainer Paul Hart wurde im Februar 2004 durch den Iren Joe Kinnear ersetzt und nach einer schwachen Saison, in der sich Forest lange Zeit im Abstiegskampf befunden hatte, belegte der Klub noch einen sicheren Mittelfeldplatz – als entscheidende Faktoren wurden Dawson und der treffsichere Stürmer David Johnson herausgestellt.
Im Jahr darauf konnte auch Dawson den Abstieg in die Drittklassigkeit nicht mehr verhindern. Der Abwehrspieler hatte aber bereits zuvor im Januar 2005 gemeinsam mit dem linken Flügelspieler Andy Reid für insgesamt acht Millionen Pfund den Verein in Richtung des Premier-League-Klubs Tottenham Hotspur verlassen.

### Tottenham Hotspur
In der obersten englischen Spielklasse debütierte Dawson am 16. April 2005 beim 2:2 gegen den FC Liverpool und in der folgenden Spielzeit 2005/06 erarbeitete sich der Neuling durch seine Kämpferqualitäten und Kopfballstärke einen guten Ruf bei dem eigenen Anhang. Dies führte dazu, dass sich die Parteien bereits im März 2006 über eine Vertragsverlängerung bis zum Ende der Saison 2010/11 einig wurden. Das „Innenverteidiger-Paar“ mit Ledley King harmonierte auf Anhieb und als sich dieser langfristig verletzte, entwickelte sich Dawson zum Führungsspieler in der Abwehr.
Am 5. November 2006 schoss er für die „Spurs“ gegen den FC Chelsea (2:1) sein erstes Ligator und führte im FA-Cup-Viertelfinale gegen denselben Gegner stellvertretend für die verletzten Ledley King, Robbie Keane und Paul Robinson seine Mannschaft erstmals als Kapitän aufs Feld. Er verpasste in der gesamten Spielzeit 2006/07 nur eines von 59 Pflichtspielen und unterzeichnete sowohl zum Ende dieser als auch der folgenden Saison 2007/08 einen neuen Fünfjahreskontrakt. Nach der Rückkehr von Ledley King fand sich Dawson, der zudem zu Beginn der Spielzeit 2008/09 mit Formschwankungen und am Ende mit kleineren Verletzungen zu kämpfen hatte, aber häufiger auf der Ersatzbank wieder und kam so auf verhältnismäßig wenig Einsätze. Er absolvierte 28 von 54 möglichen Pflichteinsätzen, wurde jedoch dessen ungeachtet von den eigenen Fans zum „besten Team-Spieler“ des letzten Jahres gewählt.
In der Spielzeit 2009/10 war Dawson ein wichtiger Faktor, dass Tottenham in der Premier League mit dem vierten Rang die erstmalige Qualifikation für die Champions League gelang. Dabei hatte er zu Beginn seinen Stammplatz noch verteidigen müssen, da ihm mit Sébastien Bassong von Newcastle United zusätzliche Konkurrenz an die Seite gestellt worden war. Da aber Ledley King und Jonathan Woodgate weiter an Verletzungsproblemen litten, profilierte sich Dawson immer mehr als Abwehrchef. Nach dem Weggang von Robbie Keane zu Celtic Glasgow wurde er zum Kapitän befördert und im Januar 2010 unterzeichnete er einen neuen Fünfjahresvertrag bei den Spurs. Zum Schluss der Runde erhielt er zudem die vereinsinterne Auszeichnung zum besten Spieler der abgelaufenen Saison.

### Hull City
Am 26. August 2014 verließ Dawson die Spurs nach neuneinhalb Jahren und wechselte zu Hull City. Er unterschrieb einen Dreijahresvertrag bis zum 30. Juni 2017.

### Nottingham Forest
Am 30. Mai 2018 unterschrieb Dawson einen Zweijahresvertrag bei Nottingham Forest und kehrte damit nach dreizehn Jahren nach Nottingham zurück. In dieser Zeit kam er in 28 Zweitligapartien zum Einsatz. Obwohl er danach seinen Vertrag noch einmal um ein Jahr verlängerte, kam er in der Saison 2020/21 nicht mehr zum Zug und verließ den Klub dann anschließend.

## Englische Nationalmannschaft
Am 11. Februar 2002 debütierte Dawson gegen Italien für die englische U-21-Auswahl, bestritt insgesamt 13 Partien für den Nachwuchs und führte das Team am Ende als Kapitän an. Auch in der englischen B-Mannschaft kam Dawson zu zwei Länderspielen, zunächst am 25. Mai 2006 gegen Belarus und ein Jahr später gegen Albanien.
Nach den beständig guten Leistungen bei Tottenham Hotspur berief ihn Englands A-Nationalmannschaftstrainer Fabio Capello im Mai 2010 in den vorläufigen Kader für die WM in Südafrika – wie auch seinen Vereinskameraden und Innenverteidigerpendant Ledley King –, obwohl er zuvor noch nicht in den „ersten Elf“ zum Einsatz gekommen war.
Am 11. August 2010 feierte Michael Dawson sein Debüt für die englische Nationalmannschaft in einem Freundschaftsspiel gegen die ungarische Fußballnationalmannschaft.